# José María Fernández Bielsa
José María Fernández Bielsa, historietista y pintor español, nacido en Madrid en 1931.

## Biografía
Tras iniciarse estudiando cerámica, pronto comenzó a publicar en las revistas de historietas Chicos y El Coyote. Lo limitado del mercado español del tebeo le llevó a trabajar para editores extranjeros.
A partir de 1955, en colaboración con Jean Michel Charlier, trabajó en la serie 'Les Grands Noms de 'l'Histoire de France' para la revista Pistolin de Dargaud, y en diversos proyectos para la revista Spirou de Dupuis. Dirigió también la agencia Creaciones Editoriales.
Para Pilote dibujó durante los años sesenta las series Bill Norton, Yves Mallard y Les Mange-Bitume.
En 1970 trabajó para Trinca, la revista de la editorial Doncel, en la que publicó las series 'El rally de los cinco continentes' y 'Caius How'. Poco después, para Bruguera dibujó la serie Supernova, con guiones de Víctor Mora.
A partir de los años ochenta se dedicó a la pintura.

## Obra
-

-

-

| Años | Título                             | Guionista | Tipo  | Publicación     |
| ---- | ---------------------------------- | --------- | ----- | --------------- |
| 1950 | Laurita                            |           | Serie | Lupita          |
| 1951 | Peripecias de Pirulo               |           | Serie | El Coyote       |
| 1968 | Bill Norton                        |           | Serie | Pilote          |
| 1970 | El rallye de los cinco continentes |           | Serie | Trinca          |
| 1972 | Caius How                          |           | Serie | Trinca          |
| 1972 | Supernova                          |           | Serie | Super Mortadelo |